# Sam Hewson
Sam Hewson (* 28. November 1988 in Bolton) ist ein englischer Fußballspieler. Der zentrale Mittelfeldspieler steht aktuell bei þróttur Reykjavík unter Vertrag.

## Karriere

### Verein
In der Saison 2003/04 kam Sam Hewson für die U-17-Mannschaft von Manchester United zum Einsatz und schoss im zweiten Spiel sein erstes Tor. Im Sommer 2005 wurde er Stammspieler in der U-18-Auswahl der „Red Devils“ und absolvierte in der Saison 2005/06 insgesamt 28 Spiele, davon vier im FA Youth Cup.
In der Spielzeit 2006/07 war Hewson Kapitän der U-18-Mannschaft, führte das Team 26 Mal aufs Feld und bestritt während der acht Partien im FA Youth Cup auch das Finale gegen den FC Liverpool, das im Elfmeterschießen verloren ging.

### Nationalmannschaft
Hewson gab im Februar 2007 sein Debüt für das englische U-19-Nationalteam anlässlich eines Freundschaftsspiels gegen Polen. Er absolvierte anschließend auch die Qualifikationspartien für die U-19-Europameisterschaft gegen Russland und Tschechien.

## Erfolge
Fram Reykjavík
- Isländischer Pokalsieger: 2013

FH Hafnarfjörður
- Isländischer Pokalsieger: 2014
- Isländischer Meister: 2015, 2016
- Isländischer Supercup: 2016